# Cornelis Fransz de Witt
Cornelis Fransz de Witt (Dordrecht, 30 april 1545 – aldaar, 3 april 1622) was een Nederlandse politicus.
Vanaf 1575 bekleedde hij meermaals een schepenambt in Dordrecht. Van 1618 tot 1620 was hij er burgemeester. In het conflict tussen prins Maurits en Oldenbarnevelt koos hij de zijde van Maurits. Van 1596-1599 was hij lid van de Raad van Vlaanderen.